# قلمرو یودو

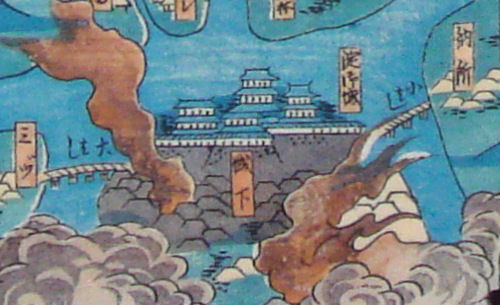
قلعه یودو

قلمروی یودو (به ژاپنی: 淀藩 Yodo-han) یک هان در ژاپنِ دورهٔ ادو بود. این هان با ولایت یاماشیرو (معادل امروزی: فوشیمی، کیوتو) در ژاپن مرتبط بود.